# William Dalrymple-Crichton (5e comte de Dumfries)
William Dalrymple-Crichton, 5e comte de Dumfries (1699 - 27 juillet 1768) est un pair écossais. Il hérite du titre de comte de Dumfries en 1742, à la mort de sa mère, Penelope Crichton, 4e comtesse de Dumfries. Il occupe également le poste héréditaire de shérif de Clackmannan de 1742 jusqu'à l'abolition des shérifs héréditaires en 1747. 

## Biographie
Il sert dans l'armée de 1721 à 1747 et est l'aide de camp de son oncle, John Dalrymple (2e comte de Stair), lors de la bataille de Dettingen en 1743. 
Il charge Robert Adam et John Adam de construire Dumfries House (en), achevée entre 1754 et 1759,. Il hérite du titre de comte de Stair en 1760 à la mort de son frère, James Dalrymple, 3e comte de Stair. 

## Famille
Il est le fils du colonel William Dalrymple de Glenmure et de Penelope Crichton, comtesse de Dumfries. Il épouse Anne Gordon, fille de William Gordon (2e comte d'Aberdeen) et Mary Leslie, le 2 avril 1731; ils ont un fils, 
- William Crichton, Lord Crichton (12 décembre 1734 - 9 septembre 1744);

il épouse Anne Duff, le 19 juin 1762. 
À sa mort, les titres se séparèrent, le comté de Dumfries passant à son neveu Patrick McDouall, tandis que le comté de Stair passe à son cousin John Dalrymple (5e comte de Stair). 